# Darrien Gordon
Darrien Jamal Gordon (Shawnee, 14 de novembro de 1970) é um ex-jogador profissional de futebol americano estadunidense que foi campeão da temporada de 1998 da National Football League jogando pelo Denver Broncos.